# Olaf Paulus
Olaf Paulus, född den 25 januari 1859 i Kristiania (nuvarande Oslo), död den 29 juni 1912 i Stavanger, var en norsk tonsättare.
Paulus var elev till Christian Cappelen, Johan Svendsen och Leipzigkonservatoriet. Han var från 1889 organist vid Stavangers domkyrka och anförde musikföreningen samt stiftade en orkesterförening i samma stad. Han komponerade kantater och manskörer (bland annat den av Orphei drängar i Sverige införda Vestanveir) med mera och redigerade De tusen hjems sange (1889). År 1902 ledde han konserter i Förenta staterna.